# خطة ترامب لقطاع غزة

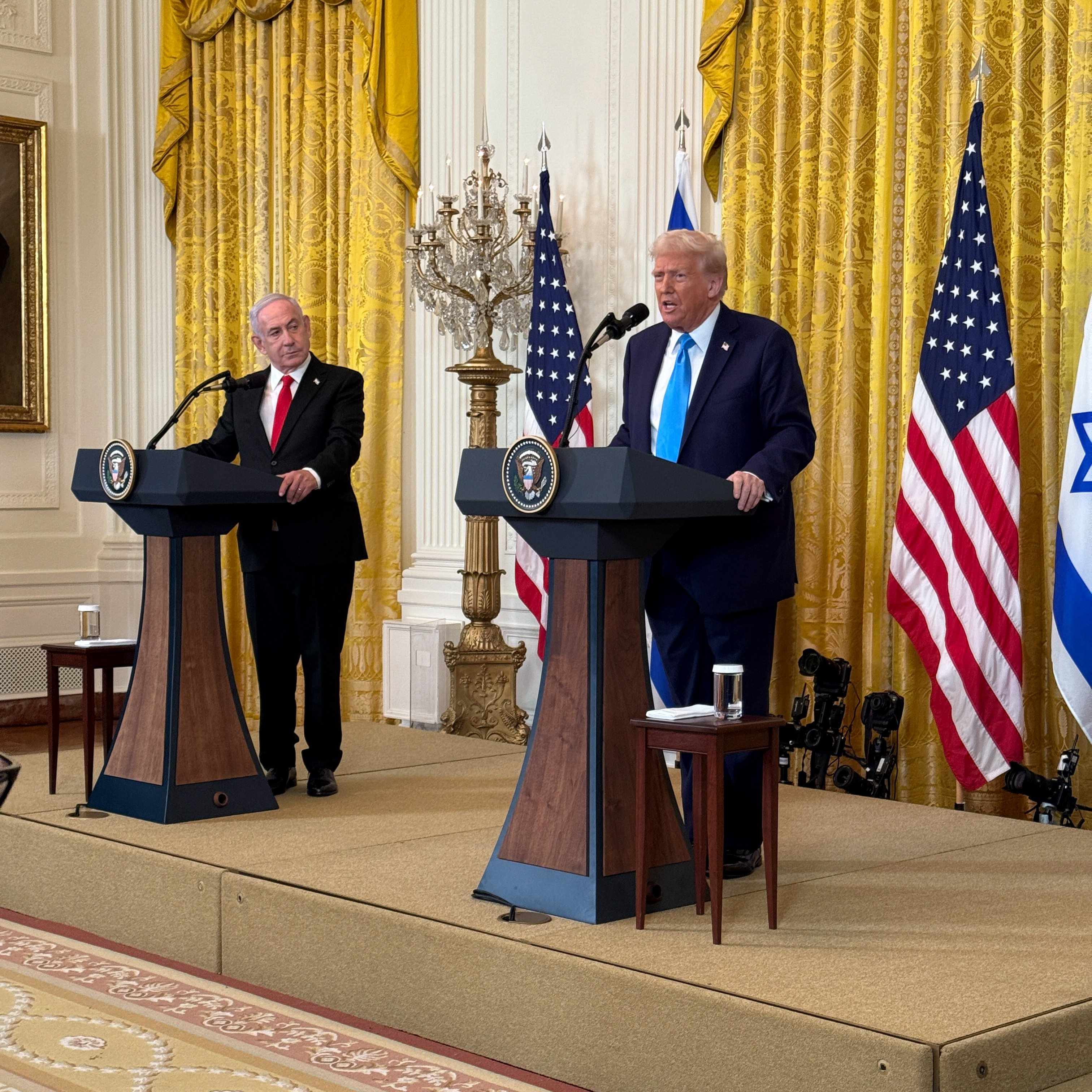
دونالد ترمب وبنيامين نتنياهو في المؤتمر الصحفي المشترك في 4 فبراير 2025

اقترح الرئيس الأمريكي دونالد ترمب، في بداية ولايته الثانية، أن تتولى الولايات المتحدة إدارة قطاع غزة وتطوره إلى «ريفييرا الشرق الأوسط».

## التفاصيل
في 4 فبراير 2025، أعلن ترمب هذا المخطط خلال مؤتمر صحفي مشترك في الغرفة الشرقية للبيت الأبيض إلى جانب رئيس وزراء إسرائيل بنيامين نتنياهو. تدعو هذه الخطة إلى نقل جزء كبير من الشعب الفلسطيني من غزة إلى مصر والأردن ودول أخرى. وافقت إسرائيل على تسليم غزة إلى الولايات المتحدة بعد انتهاء الحرب. ذكر ترمب لدى إعلانه الخطة أن الولايات المتحدة تتوقع أن يكون لها ملكية طويلة الأمد في غزة.
في تصريح لاحق، ذكر ترمب للصحفيين «لسنا في عجلة من أمرنا» بشأن الخطة. في 7 فبراير، صرح ترمب بأن الولايات المتحدة تنظر إلى الأمر على أنه «صفقة عقارية» وقال «نحن لا نتحدث عن قوات على الأرض أو أي شيء». في 9 فبراير، صرح ترمب بالقول أنه «ملتزم بشراء وامتلاك غزة، وفيما يتعلق بإعادة إعمارها، فقد نمنحها لدول أخرى في الشرق الأوسط لبناء أجزاء منها، وقد يفعل ذلك أفراد آخرون تحت إشرافنا.» تحدث وزير الخارجية ماركو روبيو مؤيدًا خطة ترمب وقال «إن الولايات المتحدة مستعدة لقيادة غزة وجعلها جميلة مرة أخرى».
أوضح ترمب في مقابلة تلفزيونية في 10 فبراير أن الفلسطينيين لن يكون لهم حق العودة في إطار خطته للسيطرة على قطاع غزة. قائلًا لن يكون لهم حق العودة لأنهم سيحصلون على منازل أفضل بكثير.
كان ترمب في الأيام الأولى من ولايته الثانية، في يناير 2025، قد صرح متحدثًا عن غزة «يمكن القيام ببعض الأمور الجميلة هناك. الساحل مذهل، والطقس والموقع رائعان.. يمكن تحقيق بعض الأشياء الرائعة في غزة. يمكن تحقيق بعض الأشياء الجميلة في غزة».

## ردود الفعل
بدى أن كبار المشرعين الجمهوريين لم يعلموا مسبقًا بخطة ترمب القاضية بالسيطرة على غزة. وأظهر استطلاع للرأي أجرته شبكة سي بي إس الإخبارية أن 13% فقط من الأمريكيين المستطلعة أرائهم يؤيدون خطة ترمب، بينما عارضها 47%.
رحب قادة الأحزاب الرئيسية في إسرائيل بخطة ترمب، وقال يائير لبيد أنه لم يفهم «قنبلة ترمب» بشأن غزة، لكنه أشار إلى أن هذه الخطة تعبر عن التزامه بأمن إسرائيل.
جاء إعلان ترمب عن خطته هذه مفاجئًا في الأوساط الدولية ورفضته حكومات عدة ومنظمات دولية. فقوبل هذا المخطط برفض واضح من البلدان العربية: مصر والأردن والسعودية، كما عبرت تركيا وألمانيا وفرنسا والبرازيل وروسيا والصين عن رفض هذا المخطط. ونشرت الخارجية المصرية، في 7 فبراير، بيانًا أشارت فيه إلى أن وزير الخارجية بدر عبد العاطي تحدث مع نظرائه في 11 دولة للتأكيد على «رفض أي إجراءات تستهدف تهجير الشعب الفلسطيني من أرضه، أو تشجيع نقلهم إلى دول أخرى خارج الأراضي الفلسطينية».